# Ǒ̱
Ǒ̱ (minuscule : ǒ̱), appelé O caron macron souscrit, est une lettre latine utilisée dans l’écriture de l’otomi de San Jerónimo Acazulco. Elle est composée de la lettre O diacritée d’un macron souscrit et d’un caron.

## Représentations informatiques
Le O caron macron souscrit peut être représenté avec les caractères Unicode suivants : 
- précomposé et normalisé NFC (supplément latin-1, diacritiques) :

| formes    | représentations | chaînes de caractères | points de code | descriptions                                                      |
| --------- | --------------- | --------------------- | -------------- | ----------------------------------------------------------------- |
| capitale  | Ǒ̱               | Ǒ◌̱                    | U+01D1 U+0331  | lettre majuscule latine o caron diacritique macron souscrit       |
| minuscule | ǒ̱               | ǒ◌̱                    | U+01D2 U+0331  | lettre minuscule latine o accent aigu diacritique macron souscrit |

- décomposé et normalisé NFD (latin de base, diacritiques) :

| formes    | représentations | chaînes de caractères | points de code       | descriptions                                                            |
| --------- | --------------- | --------------------- | -------------------- | ----------------------------------------------------------------------- |
| capitale  | Ǒ̱               | O◌̱◌̌                   | U+004F U+0331 U+030C | lettre majuscule latine o diacritique macron souscrit diacritique caron |
| minuscule | ǒ̱               | o◌̱◌̌                   | U+006F U+0331 U+030C | lettre minuscule latine o diacritique macron souscrit diacritique caron |